# Fußball-Weltmeisterschaft 1958/Gruppe 4
| Pl.                                                 | Land        | Sp. | S | U | N | Tore    | Diff. | Punkte |
| --------------------------------------------------- | ----------- | --- | - | - | - | ------- | ----- | ------ |
| 1.                                                  | Brasilien   | 3   | 2 | 1 | 0 | 005:000 | +5    | 05:10  |
| 2.                                                  | Sowjetunion | 3   | 1 | 1 | 1 | 004:400 | ±0    | 03:30  |
| 3.                                                  | England     | 3   | 0 | 3 | 0 | 004:400 | ±0    | 03:30  |
| 4.                                                  | Österreich  | 3   | 0 | 1 | 2 | 002:700 | −5    | 01:50  |
| Sowjetunion durch Entscheidungsspiel Gruppenzweiter |             |     |   |   |   |         |       |        |

Gruppe 4 der Fußball-Weltmeisterschaft 1958:

## Brasilien – Österreich 3:0 (1:0)
| Brasilien                                              | Brasilien | Österreich | Österreich |
| ------------------------------------------------------ | --- | --- | ---------- |
| Brasilien                                              | \| 1. Gruppenspiel \| \| 8. Juni 1958 um 19:00 Uhr in Uddevalla (Rimnersvallen) \| \| Zuschauer: 17.778 \| \| Schiedsrichter: Maurice Guigue ( Frankreich) \| \| Spielbericht \| | \| 1. Gruppenspiel \| \| 8. Juni 1958 um 19:00 Uhr in Uddevalla (Rimnersvallen) \| \| Zuschauer: 17.778 \| \| Schiedsrichter: Maurice Guigue ( Frankreich) \| \| Spielbericht \|                    | Österreich |
| Brasilien                                              | Gilmar – De Sordi, Bellini, Orlando, Nílton Santos – Dino Sani, Didi – Joel, Mazzola, Dida, Mário Zagallo Cheftrainer: Vicente Feola                                             | Rudolf Szanwald – Paul Halla, Ernst Happel, Franz Swoboda – Gerhard Hanappi, Karl Koller – Walter Horak, Hans Buzek, Alfred Körner, Helmut Senekowitsch, Walter Schleger Cheftrainer: Josef Argauer | Österreich |
| Brasilien                                              | 1:0 Mazzola (38.) 2:0 Nílton Santos (49.) 3:0 Mazzola (89.) | | Österreich |
| 1. Gruppenspiel                                        | | |            |
| 8. Juni 1958 um 19:00 Uhr in Uddevalla (Rimnersvallen) | | |            |
| Zuschauer: 17.778                                      | | |            |
| Schiedsrichter: Maurice Guigue ( Frankreich)           | | |            |
| Spielbericht                                           | | |            |

## Sowjetunion – England 2:2 (1:0)
| Sowjetunion                                    | Sowjetunion | England | England |
| ---------------------------------------------- | --- | --- | ------- |
| Sowjetunion                                    | \| 1. Gruppenspiel \| \| 8. Juni 1958 um 19:00 Uhr in Göteborg (Ullevi) \| \| Zuschauer: 49.348 \| \| Schiedsrichter: István Zsolt ( Ungarn) \| \| Spielbericht \|                                         | \| 1. Gruppenspiel \| \| 8. Juni 1958 um 19:00 Uhr in Göteborg (Ullevi) \| \| Zuschauer: 49.348 \| \| Schiedsrichter: István Zsolt ( Ungarn) \| \| Spielbericht \|                     | England |
| Sowjetunion                                    | Lew Jaschin – Wladimir Kessarew, Jurij Wojnow – Konstantin Kryschewski, Wiktor Zarjow – Walentin Iwanow, Nikita Simonjan, Sergei Salnikow, Anatoli Iljin, Aleksandr Iwanow Cheftrainer: Gawriil Katschalin | Colin McDonald – Don Howe, Tommy Banks, Eddie Clamp – Billy Wright, Bill Slater – Bryan Douglas, Bobby Robson, Derek Kevan, Johnny Haynes, Tom Finney Cheftrainer: Walter Winterbottom | England |
| Sowjetunion                                    | 1:0 Simonjan (13.) 2:0 A. Iwanow (55.) | 2:1 Kevan (66.) 2:2 Finney (85., Foulelfmeter) | England |
| 1. Gruppenspiel                                | | |         |
| 8. Juni 1958 um 19:00 Uhr in Göteborg (Ullevi) | | |         |
| Zuschauer: 49.348                              | | |         |
| Schiedsrichter: István Zsolt ( Ungarn)         | | |         |
| Spielbericht                                   | | |         |

## Brasilien – England 0:0
| Brasilien                                       | Brasilien | England | England |
| ----------------------------------------------- | --- | --- | ------- |
| Brasilien                                       | \| 2. Gruppenspiel \| \| 11. Juni 1958 um 19:00 Uhr in Göteborg (Ullevi) \| \| Zuschauer: 40.895 \| \| Schiedsrichter: Albert Dusch ( BR Deutschland) \| \| Spielbericht \| | \| 2. Gruppenspiel \| \| 11. Juni 1958 um 19:00 Uhr in Göteborg (Ullevi) \| \| Zuschauer: 40.895 \| \| Schiedsrichter: Albert Dusch ( BR Deutschland) \| \| Spielbericht \|              | England |
| Brasilien                                       | Gilmar – De Sordi, Bellini, Orlando, Nílton Santos – Dino Sani, Didi – Joel, Mazzola, Vavá, Mário Zagallo Cheftrainer: Vicente Feola                                        | Colin McDonald – Don Howe, Tommy Banks, Eddie Clamp – Billy Wright, Bill Slater – Bryan Douglas, Bobby Robson, Derek Kevan, Johnny Haynes, Alan A’Court Cheftrainer: Walter Winterbottom | England |
| 2. Gruppenspiel                                 | | |         |
| 11. Juni 1958 um 19:00 Uhr in Göteborg (Ullevi) | | |         |
| Zuschauer: 40.895                               | | |         |
| Schiedsrichter: Albert Dusch ( BR Deutschland)  | | |         |
| Spielbericht                                    | | |         |

## Sowjetunion – Österreich 2:0 (1:0)
| Sowjetunion                                     | Sowjetunion | Österreich | Österreich |
| ----------------------------------------------- | --- | --- | ---------- |
| Sowjetunion                                     | \| 2. Gruppenspiel \| \| 11. Juni 1958 um 19:00 Uhr in Borås (Ryavallen) \| \| Zuschauer: 21.239 \| \| Schiedsrichter: Carl Jørgensen ( Dänemark) \| \| Spielbericht \|                                                    | \| 2. Gruppenspiel \| \| 11. Juni 1958 um 19:00 Uhr in Borås (Ryavallen) \| \| Zuschauer: 21.239 \| \| Schiedsrichter: Carl Jørgensen ( Dänemark) \| \| Spielbericht \|                          | Österreich |
| Sowjetunion                                     | Lew Jaschin – Wladimir Kessarew, Konstantin Kryschewski, Boris Kusnezow – Jurij Wojnow, Walentin Iwanow – Nikita Simonjan, Sergei Salnikow, Anatoli Iljin, Wiktor Zarjow, Aleksandr Iwanow Cheftrainer: Gawriil Katschalin | Kurt Schmied – Franz Swoboda, Gerhard Hanappi, Karl Koller – Walter Horak, Paul Kozlicek – Hans Buzek, Alfred Körner, Helmut Senekowitsch, Karl Stotz, Ernst Kozlicek Cheftrainer: Josef Argauer | Österreich |
| Sowjetunion                                     | 1:0 A. Iwanow (15.) 2:0 Iljin (62.) | | Österreich |
| Sowjetunion                                     | Buzek scheitert mit Foulelfmeter an Jaschin (55.) | | Österreich |
| 2. Gruppenspiel                                 | | |            |
| 11. Juni 1958 um 19:00 Uhr in Borås (Ryavallen) | | |            |
| Zuschauer: 21.239                               | | |            |
| Schiedsrichter: Carl Jørgensen ( Dänemark)      | | |            |
| Spielbericht                                    | | |            |

## Brasilien – Sowjetunion 2:0 (1:0)
| Brasilien                                       | Brasilien | Sowjetunion | Sowjetunion |
| ----------------------------------------------- | --- | --- | ----------- |
| Brasilien                                       | \| 3. Gruppenspiel \| \| 15. Juni 1958 um 19:00 Uhr in Göteborg (Ullevi) \| \| Zuschauer: 50.928 \| \| Schiedsrichter: Maurice Guigue ( Frankreich) \| \| Spielbericht \| | \| 3. Gruppenspiel \| \| 15. Juni 1958 um 19:00 Uhr in Göteborg (Ullevi) \| \| Zuschauer: 50.928 \| \| Schiedsrichter: Maurice Guigue ( Frankreich) \| \| Spielbericht \|                                             | Sowjetunion |
| Brasilien                                       | Gilmar – De Sordi, Bellini, Orlando, Nílton Santos – Zito, Didi – Garrincha, Vavá, Pelé, Mário Zagallo Cheftrainer: Vicente Feola                                         | Lew Jaschin – Wladimir Kessarew, Konstantin Kryschewski, Boris Kusnezow – Jurij Wojnow, Igor Netto – Walentin Iwanow, Nikita Simonjan, Anatoli Iljin, Wiktor Zarjow, Aleksandr Iwanow Cheftrainer: Gawriil Katschalin | Sowjetunion |
| Brasilien                                       | 1:0 Vavá (2.) 2:0 Vavá (65.) | | Sowjetunion |
| 3. Gruppenspiel                                 | | |             |
| 15. Juni 1958 um 19:00 Uhr in Göteborg (Ullevi) | | |             |
| Zuschauer: 50.928                               | | |             |
| Schiedsrichter: Maurice Guigue ( Frankreich)    | | |             |
| Spielbericht                                    | | |             |

## England – Österreich 2:2 (0:1)
| England                                         | England | Österreich | Österreich |
| ----------------------------------------------- | --- | --- | ---------- |
| England                                         | \| 3. Gruppenspiel \| \| 15. Juni 1958 um 19:00 Uhr in Borås (Ryavallen) \| \| Zuschauer: 15.872 \| \| Schiedsrichter: Jan Bronkhorst ( Niederlande) \| \| Spielbericht \|               | \| 3. Gruppenspiel \| \| 15. Juni 1958 um 19:00 Uhr in Borås (Ryavallen) \| \| Zuschauer: 15.872 \| \| Schiedsrichter: Jan Bronkhorst ( Niederlande) \| \| Spielbericht \|                               | Österreich |
| England                                         | Colin McDonald – Don Howe, Tommy Banks, Eddie Clamp – Billy Wright, Bill Slater – Bryan Douglas, Bobby Robson, Derek Kevan, Johnny Haynes, Alan A’Court Cheftrainer: Walter Winterbottom | Rudolf Szanwald – Ernst Happel, Franz Swoboda, Gerhard Hanappi – Karl Koller, Paul Kozlicek – Hans Buzek, Alfred Körner, Helmut Senekowitsch, Walter Kollmann, Ernst Kozlicek Cheftrainer: Josef Argauer | Österreich |
| England                                         | 1:1 Haynes (56.) 2:2 Kevan (73.) | 0:1 K. Koller (15.) 1:2 A. Körner (70.) | Österreich |
| 3. Gruppenspiel                                 | | |            |
| 15. Juni 1958 um 19:00 Uhr in Borås (Ryavallen) | | |            |
| Zuschauer: 15.872                               | | |            |
| Schiedsrichter: Jan Bronkhorst ( Niederlande)   | | |            |
| Spielbericht                                    | | |            |

## Entscheidungsspiel Sowjetunion – England 1:0 (0:0)
| Sowjetunion                                     | Sowjetunion | England | England |
| ----------------------------------------------- | --- | --- | ------- |
| Sowjetunion                                     | \| Entscheidungsspiel um Platz 2 \| \| 17. Juni 1958 um 19:00 Uhr in Göteborg (Ullevi) \| \| Zuschauer: 23.182 \| \| Schiedsrichter: Albert Dusch ( BR Deutschland) \| \| Spielbericht \|                                 | \| Entscheidungsspiel um Platz 2 \| \| 17. Juni 1958 um 19:00 Uhr in Göteborg (Ullevi) \| \| Zuschauer: 23.182 \| \| Schiedsrichter: Albert Dusch ( BR Deutschland) \| \| Spielbericht \| | England |
| Sowjetunion                                     | Lew Jaschin – Wladimir Kessarew, Konstantin Kryschewski, Boris Kusnezow – Jurij Wojnow, German Apuchtin – Walentin Iwanow, Nikita Simonjan, Sergei Salnikow, Anatoli Iljin, Wiktor Zarjow Cheftrainer: Gawriil Katschalin | Colin McDonald – Don Howe, Tommy Banks, Eddie Clamp – Billy Wright, Bill Slater – Bobby Robson, Derek Kevan, Johnny Haynes, Tom Finney, Peter Broadbent Cheftrainer: Walter Winterbottom  | England |
| Sowjetunion                                     | 1:0 Iljin (68.) | | England |
| Entscheidungsspiel um Platz 2                   | | |         |
| 17. Juni 1958 um 19:00 Uhr in Göteborg (Ullevi) | | |         |
| Zuschauer: 23.182                               | | |         |
| Schiedsrichter: Albert Dusch ( BR Deutschland)  | | |         |
| Spielbericht                                    | | |         |